# Love Affair
|  | Aquest article tracta sobre la pel·lícula del 1994. Si cerqueu la pel·lícula del 1939, vegeu «Cita d'amor». |

Love Affair és una pel·lícula de drama romàntic del 1994, i remake de la pel·lícula de 1939 del mateix nom. Va ser dirigida per Glenn Gordon Caron i produïda per Warren Beatty, amb guió de Robert Towne i Beatty, basat en el guió de 1939 Delmer Daves i Donald Ogden Stewart, basada en el conte de Mildred Cram i Leo McCarey. La música fou composta per Ennio Morricone i la cinematografia Conrad L. Hall. La pel·lícula és protagonitzada per Beatty, Annette Bening i Katharine Hepburn en el seu últim paper al cinema, amb Garry Shandling, Chloe Webb, Pierce Brosnan, Kate Capshaw, Paul Mazursky i Brenda Vaccaro.
És un nova versió del film de 1939 Cita d'amor amb Charles Boyer i Irene Dunne i del de 1957 An Affair to Remember amb Cary Grant i Deborah Kerr, ambdues dirigides per Leo McCarey. El nom del personatge de Terry McKay és el mateix en les tres pel·lícules, mentre que una diferent va ser elegit per a cadascun dels tres principals homes. Es va rodar a la ciutat de Nova York, Los Angeles i en les illes de Tahití i Moorea a la Polinèsia francesa. Love Affair va ser la primera aparició en la pantalla gran de Hepburn en gairebé una dècada (encara que havia fet diverses pel·lícules de televisió fins aquell moment) i marcat la seva última aparició al cinema. Inclou l'únic cop que mai va dir la paraula fuck ('cardar') a la pantalla. Beatty gestionà personalment Hepburn perquè protagonitzés la pel·lícula. Li llogà una casa a Los Angeles i la va referir a un dermatòleg especial, però no va donar una resposta definitiva fins al dia de la filmació. Luise Rainer també va ser considerat per al paper.
La nova versió no fou ni ben acollit per la crítica ni un èxit comercial. Va recaptar una trista xifra de 18 milions de dòlars a nivell nacional sobre un pressupost de 60 milions i té una qualificació de 31% a Rotten Tomatoes. La pel·lícula va ser nominada a un Razzie Award, a la pitjor nova versió o seqüela.